# Angela Christ
Angela Anna Christ (* 6. März 1989 in Eindhoven) ist eine niederländische Fußballtorhüterin, die seit der Saison 2007/08 in der Eredivisie für den FC Utrecht spielt.

## Vereinskarriere
Als Kind spielte Angela Christ beim sv LEW. Schon mit 14 Jahren hütete der PSV-Fan in der Hoofdklasse das Tor von ODC aus Boxtel. In ihrem ersten Jahr in der damals höchsten Spielklasse im niederländischen Frauenfußball wurde sie zur besten Torhüterin gewählt. Da ODC trotz ihrer guten Leistungen abstieg, wechselte sie zur SV Saestum. Hier wurde sie in ihrer ersten Saison erneut beste Torhüterin der Liga. In der folgenden Spielzeit 2004/05 gewann sie mit Saestum sowohl die Niederländische Meisterschaft als auch den Supercup, doch den individuellen Titel verlor sie an Nadja Olthuis. Mit Saestum beendete sie auch die Saison 2005/06 mit dem Erringen des Meistertitels. Nach drei Jahren in Zeist wechselte sie 2007 in die neu gegründete Eredivisie zum FC Utrecht. Hier gewann sie 2010 den KNVB-Pokal und wurde zur besten Torfrau der Eredivisie gewählt. In der Saison 2010/11 gewann sie mit Utrecht den Supercup.

## Nationalmannschaft
Christ war Stammtorhüterin der niederländischen U-19-Nationalmannschaft. 2009 wurde sie in den Kader der A-Nationalmannschaft berufen und debütierte am 13. Juli 2009 gegen Südafrika. Sie gehörte zum Kader der Niederländerinnen bei der EM-Endrunde in Finnland, in der die Frauschaft bis ins Halbfinale vordrang. Bis April 2011 kam sie viermal in der Oranje Elftal zum Einsatz. 

## Erfolge

### Im Verein
- Niederländischer Meister 2005, 2006 (SV Saestum)
- Niederländischer Supercup 2005, 2006 (SV Saestum), 2011 (FC Utrecht)
- Niederländischer Pokalsieger 2010 (FC Utrecht)

### In der Nationalmannschaft
- EM-Dritte 2009

### Als Spielerin
- Beste Torhüterin der Hoofdklasse 2004, 2005
- Beste Torhüterin der Eredivisie 2010